# São Francisco (São Paulo)
São Francisco es un municipio brasileño del estado de São Paulo. Se localiza a una latitud 20º21'33" sur y a una longitud 50º41'48" oeste, estando a una altitud de 402 metros. La ciudad tiene una población de 2.793 habitantes (IBGE/2010) y un área de 75,6 km². São Francisco pertenece a la Microrregión de Jales.

## Geografía

### Hidrografía
- Arroyo de los Coqueiros

### Clima
- São Francisco posee un clima tropical semi-húmedo con invierno seco y verano lluvioso, con precipitaciones medias en torno a los 1362mm. Las temperaturas medias mínimas y máximas llegan, respectivamente, 17 °C y 33,5 °C, con oscilaciones bruscas durante el año.

### Carreteras
- SP-563

### Demografía
Datos del Censo - 2010
Población total: 2.793
- Urbana: 2.167
- Rural: 626
- Hombres: 1.400[5]
- Mujeres: 1.393

Densidad demográfica (hab./km²): 36,94

## Administración
- Prefecto: Sebastião de Oliveira Baptista (2009/2012)
- Viceprefecto: Saulo Inácio Barreto
- Presidente de la cámara: José Passarini (2011)

## Religión
El Cristianismo está presente en la ciudad de la siguiente manera:

### Iglesia Católica
La iglesia católica del municipio forma parte de la Diócesis de Jales.

### Iglesia Protestante
En la ciudad están presentes las más diversas creencias evangélicas, principalmente pentecostales, incluidas las Asambleas de Dios de Brasil (la iglesia evangélica más grande del país), Congregación Cristiana, entre otras. Estas denominaciones están creciendo cada vez más en todo Brasil.